# Таниша Мукерџи
Таниша Мукерџи (3. март 1978) индијска је филмска глумица, позната по многобројним улогама у Боливуду.

## Биографија
На филму је дебитовала 2003. године у Sssshhh....

## Приватни живот
Потиче из породице у којој се многи њени чланови баве кинематографијом. Њена мајка Тануџа је глумица, а отац Шому Мукерџи је био филмски редитељ и продуцент. Њена сестра је прослављена индијска глумица Каџол.